# 斯文·约翰松 (越野滑雪运动员)
斯文·约翰松（瑞典語：Sven Johanson，1924年11月25日—1976年9月11日），美国男子越野滑雪运动员，生于瑞典，1951年移民至美国。他曾代表美国参加1960年冬季奥林匹克运动会越野滑雪比赛，未完成比赛。